# The Neon God: Part 1 – The Rise
The Neon God: Part 1 - The Rise är ett konceptalbum av W.A.S.P., utgivet den 6 april 2004.
Albumet handlar om pojken Jesse William Slanes uppväxt. Jesses pappa Robert Slane dog när Jesse var 6 år gammal och hans mamma Mary Slane blev drog- och alkoholberoende till följd av Roberts död. Han blev skickad till "The Sisters Of Mercy Boys Home" när han var 8 år gammal som sköttes om av katolska nunnor. Under tiden där blev han psykiskt, mentalt och sexuellt utnyttjad av en nunna vid namn Sister Sadie.

## Låtförteckning
1. "Overture" – 3:32
2. "Why Am I Here" – :34
3. "Wishing Well" – 3:33
4. "Sister Sadie (And The Black Habits)" – 6:18
5. "Underature (AKA The Rise)" – 2:28
6. "Why Am I Nothing" – :58
7. "Asylum #9" – 4:40
8. "Red Room Of The Rising Sun" – 6:02
9. "What I'll Never Find" – :50
10. "Someone To Love Me (All I Need)" – 7:42
11. "X.T.C. Riders" – 4:33
12. "Me & The Devil" – :52
13. "The Running Man" – 4:19
14. "The Raging Storm" – 5:45